# Papiro judicial de Turín

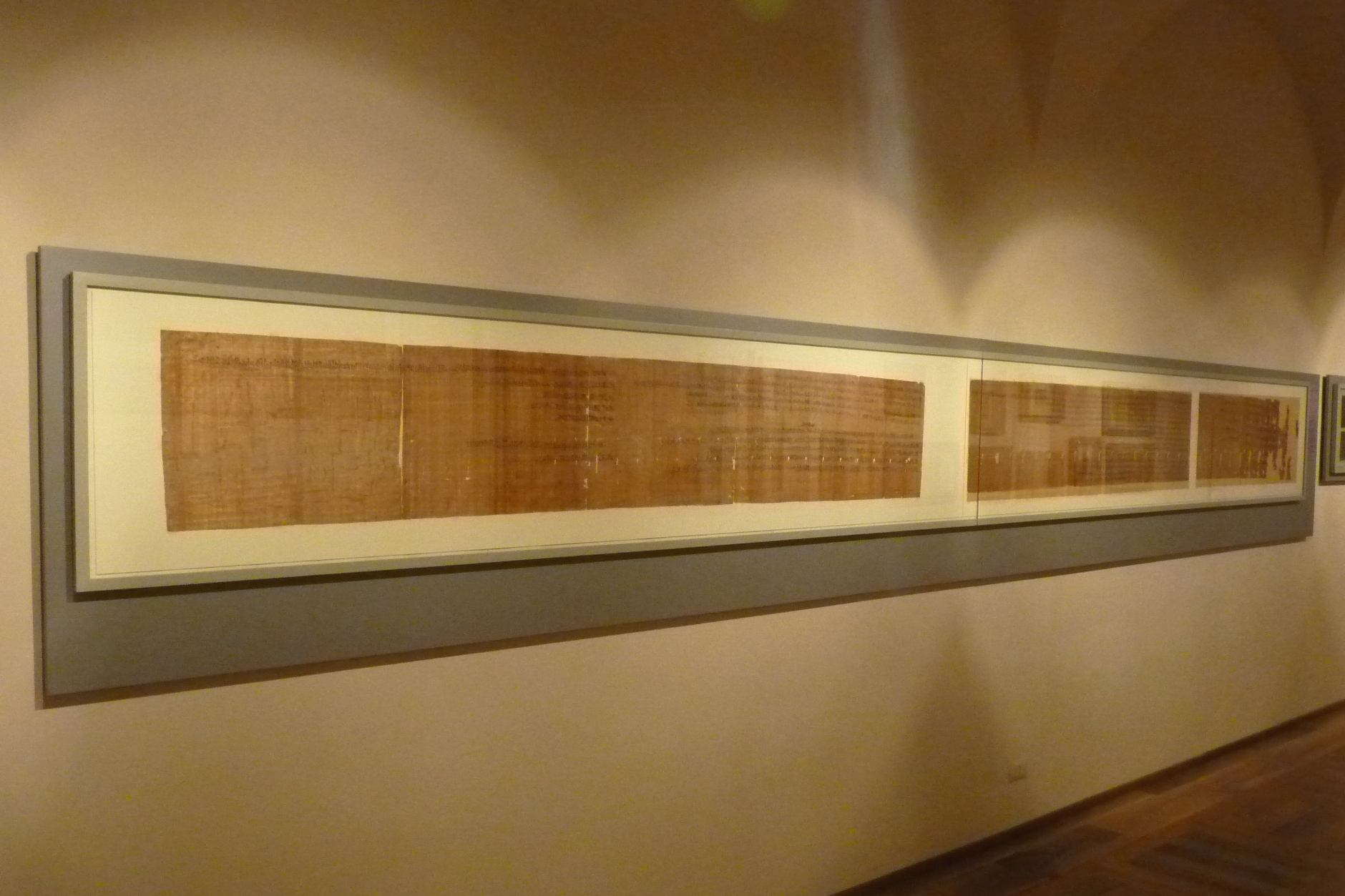
Papiro judicial en el Museo Egipcio (Turín)

El papiro judicial de Turín (también papiro legal de Turín) es un antiguo registro egipcio del siglo XII a. C. sobre los juicios celebrados contra los conspiradores conjurados para asesinar a Ramsés III en lo que se conoce como la "conspiración del harén". El papiro contiene principalmente resúmenes de las acusaciones, condenas y castigos aplicados. 
El papiro es una combinación de varios papiros, el Papiro Rollin, Papiro Varzy, Papiro Lee, Papiro Rifaud y Papiro Rifaud II. El texto fue originalmente separado por un ladrón que cortó cuidadosamente el documento, asegurándose de no dañar el texto en sí. Otros dos fragmentos de papiros tratan de este caso: los papiros Rollin y Lee proporcionan más detalles, destacando la naturaleza condensada del papiro judicial. El documento contiene la lista completa de quienes participaron en la conspiración, así como su veredicto y castigo que recibieron.

## Antecedentes históricos
El reinado de Ramsés III se caracterizó por conflictos externos y decadencia interna, que parecen haber debilitado la posición del faraón, rodeado de sirvientes y funcionarios de ascendencia extranjera. Un síntoma del estado del país fue la aparente incapacidad de la burocracia para abastecer a los trabajadores de Deir el-Medina, lo que provocó la primera huelga registrada en la historia en el año 29 del reinado de Ramsés. En esta atmósfera de incertidumbre, la reina Tiy quería sustituir a su propio hijo Pentaur por el heredero designado de Ramsés, el futuro Ramsés IV, hijo de otra esposa, Tyti y no tuvo problemas para encontrar personas influyentes dispuestas a ayudarla.

## La conspiración
Tiye contó con la ayuda de Pebekkamen, un jefe de despensa, Mesedsura, un mayordomo, Panhayboni, un capataz de ganado, Panouk, un supervisor del harén, y Pendua, un empleado del harén. Este grupo fue responsable de intentar levantar una rebelión contra el rey, con Pebekkamen difundiendo el llamado a la acción:
... había comenzado a hacer oír su palabra a sus madres y a sus hermanos que estaban allí, diciendo: «¡Soliviantad al pueblo! ¡Incitad a la enemistad con el fin de hacer la rebelión contra su señor!».
 Durante la Bella Fiesta del Valle los conspiradores asesinaron a Ramsés III, pero no pudieron colocar a Pentaur en el trono. Los conspiradores fueron arrestados y juzgados.

## El proceso
El papiro no es un registro detallado de los procedimientos judiciales, sino más bien una lista de los acusados, a quienes a menudo se hace referencia no con su nombre real sino con un seudónimo peyorativo como Mesedsure, que significa "Ra lo odia", los delitos de los que fueron acusados y su sentencia. Alguna vez se pensó que el juicio en sí se llevó a cabo bajo la supervisión de Ramsés III, ya que el documento se abre con su título y da las siguientes instrucciones a los jueces:
En cuanto a los asuntos que la gente, no sé quién, ha conspirado, ve y examínalos». Y ellos fueron y los examinaron, y ellos hicieron morir por sus propias manos a aquellos a quienes hicieron morir, aunque [yo] no sé [qu] o, [y ellos] también castigaron [a los] otros, aunque No sé quién. Pero [yo] los había acusado [estrictamente], diciendo: 'Oigan, tengan cuidado de permitir que [nadie] sea castigado (9) injustamente [por un funcionario] que no está por encima de él'.
 Ahora se sabe que Ramsés III no sobrevivió al atentado contra su vida y que el juicio lo llevó a cabo su sucesor Ramsés IV en nombre de su padre asesinado.

El tribunal estaba formado por doce jueces: Montemtowe y Pefrowe, supervisores del tesoro; Kara y Hori, portaestandartes; Paibese, Kedendenna, Ba'almahar, Peirswene y Dhutrekhnefer, mayordomos; Penernute, el ayudante del rey; y Mai, secretario, y Pre'em-hab, secretario de los archivos. En el transcurso de tres juicios, quienes participaron activamente en la conspiración y quienes los ayudaron fueron juzgados ante el tribunal, declarados culpables y castigados en consecuencia. Pebekkamen, Mastesuria, Panayboni, Panouk y Pedua fueron todos
puesto ante los funcionarios del Tribunal de Instrucción; lo encontraron culpable; hicieron que su castigo lo alcanzara.
En total, 28 personas fueron ejecutadas, mientras que a 10, incluido Pentaur, se les permitió quitarse la vida. El texto se refiere a él de manera lacónica como:
Ellos [es decir, los jueces] lo dejaron en el lugar donde estaba, se quitó la vida.
Los juicios cuarto y quinto se refieren al castigo de los miembros del tribunal. A otras cuatro personas, incluidos dos de los jueces, Paibese y Mai, les cortaron la nariz y las orejas, y otra fue reprendida verbalmente por bromear con las mujeres acusadas. Hori también estuvo involucrado, pero su castigo no está registrado.

## Secuelas
Se pensaba que Ramsés III vivió lo suficiente para supervisar el juicio de su intento de asesinato, ya que el documento comienza con él dirigiéndose directamente a los jueces. Sin embargo, en el Papiro Lee se le menciona como "el Gran Dios", un término que se usa sólo para los reyes fallecidos en este momento. Su momia bien conservada y aún envuelta no muestra ningún signo externo de muerte violenta, por lo que durante mucho tiempo se asumió que la causa de la muerte era natural. Pero una tomografía computarizada en 2012 reveló que debajo de los vendajes en su cuello había un gran corte que cortaba hasta el hueso. Esta herida resultó fatal.
Se ha confirmado que la momia del 'Hombre Desconocido E' es hijo de Ramsés III. Esta momia no fue momificada de una manera típica, y fue enterrada en una piel de cabra ritualmente impura dentro de un ataúd sin inscripciones. Este tratamiento ciertamente convertía al cuerpo en un candidato probable para el de Pentaur.